# آکتا آسترونومیکا
آکتا آسترونومیکا یک ژورنال علمی داوری همتا دربارهٔ اخترشناسی و اخترفیزیک است که توسط نشر الزویر منتشر می‌شود. فرهنگستان بین‌المللی کیهان‌نوردی پشتیبان ماهنامه آکتا آسترونومیکا است.

## تاریخچه
آکتا آسترونومیکا در سال ۱۹۲۵ (میلادی) توسط ستاره‌شناس لهستانی تادئوز باناشیویچ بنیان‌گذاری شد.

## زبان‌ها
در آغاز، نوشتارهای مجله به زبان لاتین بودند. اما بعداً زبان‌های انگلیسی، فرانسوی، و آلمانی نیز افزوده شدند. امروز همه نوشتارهای آکتا آسترونومیکا به زبان انگلیسی هستند. دفتر ویراستاری این مجله در نپاهشگاه دانشگاه ورشو قرار دارد.

## چکیده‌نویسی و نمایه‌گذاری
آکتا آسترونومیکا با خدمات زیر نمایه‌گذاری می‌شود:
- نمایه استنادی علوم
- مطالب کنونی/دانش‌های فیزیک، شیمی، و علوم زمین
- اخطار پژوهشی